# Universabilité
Le concept d'universabilité est créé par Emmanuel Kant dans son ouvrage Fondation de la métaphysique des mœurs paru en 1785. Il fait partie de la première formulation de son impératif catégorique qui affirme que les seules maximes moralement acceptables de nos actions sont celles qui pourraient être rationnellement voulues comme lois universelles. La signification précise de l'universabilité est controversée mais l'interprétation la plus commune est que l'impératif catégorique exige que la maxime de ton action pourrait devenir telle que tout le monde pourrait s'en servir pour agir dans des circonstances similaires. Si l'action peut être universalisée (c'est-à-dire si tout le monde peut l'accomplir), alors elle est moralement acceptable. Dans le cas contraire, elle ne l'est pas. On peut par exemple déterminer si une maxime du mensonge pour obtenir un prêt est morale en tentant de l'universaliser et d'appliquer la raison à ses résultats. Si tout le monde mentait pour obtenir des prêts, la pratique même de la promesse et du prêt disparaîtrait et la maxime deviendrait alors impossible. Kant appelle ces actes des exemples de contradiction dans la conception, ce qui est un peu comme une contradiction performative, parce qu'ils sapent le fondement même de leur existence.
La notion kantienne d'universabilité a un antécédent manifeste dans l'idée de « volonté générale » de Rousseau. Les deux notions assurent une séparation radicale de la volonté et de la nature, ce qui conduit à l'idée que la vraie liberté se trouve essentiellement dans l'auto-législation.

## Source de la traduction
- (en) Cet article est partiellement ou en totalité issu de l’article de Wikipédia en anglais intitulé « Universalizability » (voir la liste des auteurs).